# Wacky Wheels
Wacky Wheels — аркадная игра в жанре автогонок на картах, выпущенная Apogee Software в 1994 году. В геймплее заметно преобладание эмоциональной составляющей над реализмом. Игра имеет явное сходство с Super Mario Kart на SNES, однако карты представлены в описании как газонокосилки, а восемь игровых персонажей заменены на животных из зоопарка.

## Игровой процесс
Во время заезда игрок может собирать ежей, бомбы и другие предметы, что позволяет временно выводить соперников из гонки. Эта возможность присутствует как в режиме однопользовательской игры, так и в режимах совместной игры с разделенным экраном, по модему или через прямое последовательное соединение. В многопользовательском режиме игроки могут либо соревноваться между собой в простой гонке, либо сразиться на специальных аренах, где целью является попасть в соперника ежами определенное число раз. Последний режим, названный Wacky shoot-out, является аналогом классического режима deathmatch из шутеров от первого лица или так называемого «режима битвы» (Battle mode) из Super Mario Kart.
Игра распространялась как shareware с бесплатно доступными несколькими персонажами и трассами. Для доступа к оставшимся персонажам и трассам требовалась регистрация. Также это одна из первых игр, где появляется достаточно известное камео Dopefish.

## История
Разработчики Wacky Wheels, Энди Эдвардсон (Andy Edwardson) и Шоун Гэдолла (Shaun Gadalla), высоко оценив Super Mario Kart, желали создать подобную игру для персональных компьютеров. В течение разработки они отправили рабочую демо-версию и исходный код в компанию Copysoft для оценки возможности финансирования этого проекта. Получив там отказ, они добились финансирования у Apogee. Однако незадолго до выхода Wacky Wheels вышла подобная игра от, Copysoft названная Skunny Kart. Эдвардсон и Гэдолла обвинили Copysoft в нарушении авторских прав ввиду похожести игр, однако никаких юридических последствий не было .